# اندیس کرومیت (شرکت کانسارهای ایران)
کرومیت (شرکت کانسارهای ایران) یک اندیس فلزی است که در حوالی شهر رونیز استان فارس قرار دارد و مادهٔ معدنی موجود در آن، کرومیت است.سنگ میزبان این اندیس هارزبورژیت, دونیت و پیروکسنیت است و دیرینگی آن به دوران کرتاسه می‌رسد. در این اندیس، پاراژنز‌های Fe۲O۳ یافت می‌شوند.